# Supaman
Supaman, eigentlich Christian Parrish Takes the Gun ist ein US-amerikanischer Hip-Hop Sänger, Indianeraktivist und Powwow-Tänzer aus Billings, Montana. 
Er wurde am 21. März 2014 zum Artist of the Week bei MTV gewählt. Supaman ist Mitglied des Apsáalooke Indianerstamms und wuchs unter ärmlichen Verhältnissen in der Crow Nation Reservation und bei Pflegeeltern in Seattle, Washington auf. Bei mehreren Powwows hat er in der Kategorie 'Fancy-Federtanz der Männer' führende Plätze erreicht. Bekannt wurde er mit seinen Liedern 'Prayer Loop Song' Und 'Why'. Seine Liedern handeln meisten von Missständen in den amerikanischen Indianerreservaten, von Arbeitslosigkeit, Armut, Hoffnungslosigkeit, Drogenmissbrauch und Selbstmord. 